# Dinho Ouro Preto
Fernando de Ouro Preto (Curitiba, 27 de abril de 1964), mais conhecido como Dinho Ouro Preto, é um cantor e compositor brasileiro. É o vocalista da banda Capital Inicial, irmão do músico Ico Ouro Preto, e meio-irmão do também músico Dado Villa-Lobos. Ele também é primo da atriz Maria Ribeiro.

## Biografia
Fernando de Ouro Preto nasceu em Curitiba, no Paraná, em 27 de abril de 1964. É filho do embaixador Afonso Celso de Ouro Preto e da embaixatriz Marília de Ouro Preto, que é historiadora. É bisneto do Conde de Afonso Celso (um dos fundadores e imortal da Academia Brasileira de Letras) e trineto do Visconde de Ouro Preto (32.º e último primeiro-ministro do Império do Brasil). Era o terceiro filho, depois de Ico e Ana. A carreira do pai fez a família se mudar para os Estados Unidos, Áustria e Suíça, antes de se fixar em Brasília. Em meio às viagens, conheceu, em 1974, outro filho de diplomatas, Dado Villa-Lobos, que mais tarde se tornaria seu meio-irmão. Aos 11 anos, teve seus primeiros contatos com o rock através de Herbert Vianna e Bi Ribeiro, que mais tarde fundariam Os Paralamas do Sucesso.
Saiu do Brasil e voltou aos 16 anos, quando a tribo punk começava a invadir as ruas de Brasília. Começou a participar de reuniões da chamada Turma da Colina, um lugar estratégico, de onde era possível ver toda a cidade. Em 1981, Afonso se casou com a mãe de Dado, Lucy, e ambos foram trabalhar na Guiné-Bissau, enquanto Marília se mudou para a França. O pai de Dado também saiu do país, então Dinho, Dado, seu irmão Luiz Otávio "Tavo" Villa-Lobos, e o irmão de Bi, Pedro Ribeiro, passaram a morar juntos no mesmo apartamento em Brasília.
Dinho começou a namorar uma garota chamada Helena, que era irmã de Felipe "Fê" e Flávio Lemos, os quais eram integrantes da banda Aborto Elétrico. Lá, Dinho virou amigo de Renato Russo, vocalista da banda dos irmãos Lemos, Aborto Elétrico. Dinho se tornou fã incondicional da banda e amigo pessoal de todos os integrantes, frequentando ensaios e shows e conhecendo todas as músicas.

### Carreira
Quando o Aborto Elétrico se separou, em maio de 1983, os irmãos Lemos, com o guitarrista Loro Jones, pretendiam criar um novo grupo. Dinho compareceu a uma audição na casa de Fê, e após uma performance da canção "Psicopata", foi aceito como vocalista do Capital Inicial aos 19 anos. Três meses depois, fizeram seu primeiro show na Universidade de Brasília, no mesmo dia em que Dinho fez vestibular. Um mês depois, fizeram um show no Circo Voador, Rio de Janeiro, e outro no Sesc Pompeia, São Paulo. Com o passar do tempo, o grupo decidiu se mudar de Brasília para São Paulo, onde todos residem até hoje. Os pais de Dinho estavam fora do país e nada sabiam de sua carreira artística, só souberam que ele tinha se tornado músico quando ele e a banda já estavam fazendo sucesso.
O Capital Inicial lançou seu álbum homônimo de estreia em 1986, com canções escritas ao longo de 3 anos de carreira. A banda então começou a ter um sucesso estrondoso, vivendo uma vida de excessos — sexo, drogas, festas — e discos compostos às pressas. Em 1993, após um show frustrante no Circo Voador, Dinho anunciou sua saída do Capital Inicial. Dinho parou de trabalhar, passando noites em claro em shows e consumindo muita bebida alcoólica e drogas. Em algumas dessas festas que aconteciam em seu apartamento, alguém acabou levando certa quantia considerável de seu dinheiro, cerca de 20 000 dólares, deixando-o quebrado. Durante o hiato, Dinho decidiu estudar música, aprendendo a tocar instrumentos e buscando ser artista independente. Lançou dois álbuns em carreira solo, Vertigo, em 1994, e Dinho Ouro Preto, em 1995, sem sucesso. Para ganhar dinheiro, procurava serviços em tradução e publicidade.
Em março de 1998, Dinho e os ex-companheiros decidiram se encontrar para marcar uma série de shows em comemoração aos 15 anos de nascimento do Capital Inicial. Após a bem-sucedida turnê, dois meses depois receberam proposta para um novo álbum, e em novembro daquele ano lançaram o CD Atrás dos Olhos. O sucesso do disco levou a um show na série Acústico MTV, com o álbum resultante, em 2000, passando de um milhão de cópias vendidas e consagrando o retorno do Capital Inicial.
Em 2012, lançou seu terceiro álbum solo, Black Heart, com todas as canções em inglês. O álbum conta apenas com regravações de bandas de rock.
Em 2020, lançou seu quarto álbum solo, Roque em Rôu, com 12 regravações de bandas e artistas do rock brasileiro. Algumas das regravações do disco são "Rolam as Pedras", de Kiko Zambianchi, "Metamorfose Ambulante", de Raul Seixas, "A Mais Pedida", dos Raimundos, e "Saideira", do Skank.

## Vida pessoal
O primeiro casamento de Dinho foi com a modelo e produtora de moda Mary Stockler, que segundo o cantor "desandou por abuso de drogas. Então, traía e ela ficava sabendo. E eu também descobria [traições] dela". Também namorou mais uma produtora, Flávia Lafe.
Em 1994, Dinho conheceu a arquiteta Maria Cattaneo em um evento da MTV Brasil. Passaram dez dias juntos, até ela ir para Gênova, onde estava de casamento marcado. Os dois continuaram em contato, e seis meses depois Cattaneo decidiu romper o noivado e se mudou para o Brasil. Dinho e Maria se casaram em 1995, e o casal tem três filhos: Giulia (n. 1997), Isabel (n. 1999) e Affonso (n. 2003).

### Doenças e acidentes
Dinho Ouro Preto sofreu uma série de acidentes e doenças durante sua vida, o que lhe rendeu fama nas redes sociais. Por isso, em 2020, entrou nos assuntos mais comentados do Twitter, sendo chamado de "Highlander Tupiniquim", em alusão ao guerreiro imortal do filme dos anos 80.
Em 10 de setembro de 2009, foi diagnosticado com gripe suína, tendo que cancelar dois shows em Natal e Sorocaba.
Em 31 de outubro de 2009, o vocalista sofreu um acidente durante um show realizado em Patos de Minas, Minas Gerais. Dinho caiu de uma passarela com cerca de 3 metros de altura, sofrendo traumatismo craniano leve, mais a fratura de três costelas e seis vértebras. O cantor foi socorrido e levado a um hospital na cidade mineira, de lá foi transferido para o Hospital Israelita Albert Einstein, na capital paulista. Dinho foi internado na manhã de 1° de novembro na unidade de terapia intensiva do hospital. Ficou 20 dias internado na UTI do Hospital Sírio-Libanês em São Paulo, e impossibilitado de cantar por seis meses, mas se recuperou.
Em 16 de março de 2016, o vocalista foi diagnosticado com dengue e esteve internado no Hospital Sírio-Libanês, em São Paulo. Por causa disso, os shows que faria em São Carlos (SP) e Alfenas (MG), juntamente ao Capital Inicial, no final daquela semana, acabaram adiados. Dinho recebeu alta no dia 19 de março, após três dias no hospital.
Em 25 de março de 2020, Dinho declarou estar diagnosticado com COVID-19. Em sua postagem no Instagram, o cantor falou sobre os sintomas e fez uma comparação com o período em que foi diagnosticado com dengue, em 2016: "o que 'tô' sentindo me lembra a dengue que eu tive há alguns anos", disse o cantor.

## Discografia

### Carreira solo
- (1994) Vertigo
- (1995) Dinho Ouro Preto
- (2012) Black Heart
- (2020) Roque em Rôu

### Capital Inicial

#### Álbuns de estúdio
- (1986) Capital Inicial
- (1987) Independência
- (1988) Você Não Precisa Entender
- (1989) Todos os Lados
- (1991) Eletricidade
- (1998) Atrás dos Olhos
- (2002) Rosas e Vinho Tinto
- (2004) Gigante!
- (2005) MTV Especial: Capital Inicial - Aborto Elétrico
- (2007) Eu Nunca Disse Adeus
- (2010) Das Kapital
- (2012) Saturno
- (2014) Viva a Revolução
- (2018) Sonora

#### Álbuns ao vivo
- (2000) Acústico MTV: Capital Inicial
- (2008) Multishow ao Vivo: Capital Inicial
- (2012) Rock in Rio 2011 - Capital Inicial
- (2015) Acústico NYC
- (2022) Capital Inicial 4.0

#### DVDs
- (2000) Acústico MTV: Capital Inicial
- (2005) MTV Especial: Capital Inicial - Aborto Elétrico
- (2008) Multishow ao Vivo: Capital Inicial
- (2012) Rock in Rio 2011 - Capital Inicial
- (2015) Acústico NYC
- (2022) Capital Inicial 4.0